# MD4
MD4 ime je za kriptografsku hash funkciju koju je dizajnirao amerikanac Ronald Rivest 1990. koja se koristila u računalnoj sigurnosti za provjeravanje izvornosti datoteka ili podataka. Ratificiran je internetskim standardom RFC 1186. Ovaj algoritam je bio utjecajan u razvoju drugih hash funkcija kao: MD5, SHA-1 i RIPEMD. MD4 se iskaziva kao 128 bitni broj (tridedestdvo znamenkasti heksadecimalni broj).

## Vanjske poveznice
- Crypto++  Arhivirana inačica izvorne stranice od 24. veljače 2021. (Wayback Machine) besplatna biblioteka kriptografskih rutina u C++